# Ferdinand Rotter starší
Ferdinand Rotter starší, plným jménem Ferdinand Amand Rotter či Ferdinand Amand Philipp Christoph Rotter (6. února 1808 – 3. dubna 1867 Králíky), byl český a rakouský textilní podnikatel a politik německé národnosti, v 60. letech 19. století poslanec Českého zemského sněmu.

## Biografie
Ferdinand Rotter starší byl průmyslový textilní podnikatel a politik. Původně byl zemědělec a obchodník. V roce 1855 založil v Hořejším Vrchlabí spolu s Franzem Ritschelem přádelnu lnu, kterou v roce 1859 zcela převzala firma Ferdinand Amand Rotter & Söhne.
Jeho domovským městem byly Králíky, kde se podílel na vzniku bavlnářského průmyslu a tkalcovství. V období let 1844–1866 byl starostou Králík. Po obnovení ústavního života v Rakouském císařství počátkem 60. let 19. století se zapojil i do zemské politiky. V zemských volbách v Čechách v roce 1861 byl zvolen v kurii venkovských obcí (volební obvod Žamberk – Králíky) do Českého zemského sněmu jako oficiální kandidát německého volebního výboru.
Zemřel roku 1867 a pak se vedení podniku ujal jeho syn Ferdinand Rotter (1831–1907). V rodinné firmě se angažoval i další syn Josef Emanuel Rotter (1835–1914), který také zasedal na zemském sněmu. Ferdinand Rotter starší je pohřben v rodinné hrobce z roku 1857 na králickém hřbitově (přesunuta sem ze staršího městského pohřebiště roku 1905). Roku 2013 památkově hodnotný objekt hrobky do svého majetku získalo město Králíky.